# Tiliaphis shinae
Tiliaphis shinae är en insektsart. Tiliaphis shinae ingår i släktet Tiliaphis och familjen långrörsbladlöss. Inga underarter finns listade i Catalogue of Life.